# Dryolestida
Dryolestida — викопний ряд ссавців; більшість членів в основному відомі з юрського та крейдового періодів. Вони вважаються членами клади Cladotheria, близької до предків теріальних ссавців. Також вважається, що вони розвинули повністю щелепу ссавців, а також мали три кістки середнього вуха.Більшість представників групи, як і більшість мезозойських ссавців, відомі лише за фрагментами зубів і щелеп.
Група включає Dryolestidae і, можливо, парафілетичних Paurodontidae, а також деякі інші невизначені роди, які були дрібними комахоїдними, відомими з середньої юри до ранньої крейди Лавразії, переважно Європи та Північної Америки, з єдиною згадкою з Азії. Протягом пізньої юри в Північній Америці та від пізньої юри до ранньої крейди в Європі вони були однією з найрізноманітніших груп ссавців. Іноді їх відносять до ширшої групи Dryolestoidea зазвичай включає Dryolestida і Meridiolestida, різноманітну групу ссавців, що включає як дрібних комахоїдних, так і середніх і великих травоїдних тварин, відомих з пізньої крейди до міоцену Південної Америки й, можливо, Антарктиди. Однак у багатьох філогенетичних аналізах Meridiolestida розглядаються як неспоріднена група базальних кладотерій, що робить Dryolestoidea парафілетичною.
Раніше дріолестиди вважалися частиною Pantotheria та/або Eupantotheria. Клада Quirogatheria, створена Хосе Бонапарте у 1992 році, часто використовується як синонім Dryolestida. Спочатку до Quirogatheria відносили Brandoniidae, але зараз ця родина включена до дріолестид.